# 東京大学産学協創推進本部
東京大学産学協創推進本部（とうきょうだいがくさんがくきょうそうすいしんほんぶ）は、総長直属の全学組織として産学連携に関する共通基盤の提供と学内外に対する関連活動への積極的支援を目的として設立された。「イノベーション推進部」と「知的財産部」の二部構成で、東京大学本部事務組織内の産学連携法務部、産学協創部と一体となって、産学連携の推進と関連実務を遂行している。関連外部組織として、株式会社東京大学TLO（CASTI）、東京大学協創プラットフォーム開発株式会社(UTokyoIPC)、株式会社東京大学エッジキャピタルパートナーズ（UTEC）がある。
2004年3月には、本郷キャンパス内に産学連携プラザが竣工。東京大学TLO及び東京大学エッジキャピタルパートナーズも含めて関連組織が集合している。また、2007年6月に竣工した東京大学アントレプレナープラザではインキュベーション・ルームを提供し、起業支援、知的財産の戦略的管理・運営、共同研究の立案支援等を行っている。

## 主な事業内容
- 産学共同研究の推進
- SDGs
- 起業・大学発ベンチャー支援
- 知的財産の保護・管理・活用

## 産学連携に関する沿革
| 1995年 | 11月 | 科学技術基本法施行 |
| 1998年 | 4月  | 投資事業有限責任組合法（ベンチャーファンド法）制定                                                                                                 |
|        | 10月 | 大学等技術移転促進法（TLO法）制定 |
|        | 12月 | (株)先端科学技術インキュベーションセンター（CASTI 1998年8月設立）                                                                                  |
|        |      | 承認TLO認可取得 |
| 1999年 | 8月  | 産業活力再生特別措置法（日本版バイドール法）制定                                                                                                   |
| 2000年 | 4月  | 産業技術力強化法制定 |
| 2001年 | 4月  | 産学連携に関する全学的検討開始 |
|        | 8月  | (財)生産技術研究奨励会（1953年12月設立）承認TLO認可取得                                                                                            |
| 2002年 | 9月  | 産学連携推進室発足 |
|        | 12月 | 知的財産基本法制定 |
| 2003年 | 4月  | 産学連携推進委員会発足 |
|        | 7月  | 大学知財本部整備事業開始 |
|        | 7月  | 国立大学法人法制定 |
| 2004年 | 2月  | 知的財産ポリシー、利益相反ポリシー制定 |
|        | 3月  | 産学連携プラザ竣工 |
|        | 4月  | 国立大学法人化 |
|        | 4月  | 産学連携本部発足 |
|        | 4月  | (株)東京大学TLO新社名に変更 （旧CASTI） |
|        | 4月  | (株)東京大学エッジキャピタル発足 |
|        | 4月  | 発明等取扱規則、利益相反行為防止規則制定 |
|        | 6月  | Proprius21運用開始 |
|        | 7月  | ユーテック一号投資事業有限責任組合設立 （(株)東京大学エッジキャピタル）                                                                            |
|        | 9月  | 著作物等取扱規則、成果有体物取扱規則、商標取扱規則、民間機関等との契約に係わる情報管理・秘密保持規則制定                                           |
|        | 9月  | インキュベーション事業活動開始（産学連携プラザ）                                                                                                   |
|        | 12月 | ノウハウ取扱規則制定 |
| 2005年 | 1月  | 民間企業との共同研究による共同発明の取扱いに関するガイドライン制定                                                                                 |
|        | 1月  | (社)日本経済団体連合会の協力のもとに産学連携協議会設立                                                                                             |
|        | 2月  | 第1回産学連携協議会アドバイザリーボードミーティング開催                                                                                            |
|        | 3月  | UCRホットライン配信開始 |
|        | 4月  | 東京大学アントレプレナー道場活動開始 |
|        | 12月 | 研究成果に係る出所由来表示及び推薦に関するガイドライン制定                                                                                         |
| 2006年 | 1月  | 寄附及びライセンスに伴う株式等の取得取扱に関わる学内規則の制定                                                                                     |
|        | 1月  | 知的財産関連補償金支払細則制定 |
|        | 2月  | 東京大学特許公開情報PPをHPに掲載 |
|        | 11月 | 複数企業との共同研究創出プログラムを開始 |
| 2007年 | 1月  | オンライン発明届システムの全学導入 |
|        | 1月  | (株)東京大学TLOの発行済株式総数の過半数を取得 |
|        | 5月  | 「東京大学アントレプレナープラザ」竣工 |
|        | 6月  | 組織連携型Proprius21開始 |
|        | 9月  | 国際産学連携推進ポリシー制定 |
| 2008年 | 2月  | リサーチツール特許取扱ガイドライン制定及び、特許公開リスト掲載開始                                                                                 |
|        | 4月  | 国際・産学共同研究センター（CCR 1996年5月設立）の事業を引き継いで、UCRプロポーザル(シーズ提 案)、テクノロジー・リエゾン・フェロー(TLF)研修制度開始 |
|        | 8月  | 研究ライセンス取扱ガイドライン制定及び、特許公開リスト掲載開始                                                                                     |
| 2009年 | 1月  | (株)東京大学TLOの発行株式100%を取得 |
|        | 4月  | 産学連携コンソーシアム（ジェロントロジー）の開始                                                                                                   |
|        | 4月  | 駒場CCR棟・インキュベーションルーム 運用開始 |
|        | 7月  | UTEC2号投資事業有限責任組合設立（(株)東京大学エッジキャピタル）                                                                                    |
|        | 9月  | ライセンスポリシー制定 |
| 2010年 | 2月  | 八大学産学官連携関連本部長会議の開催 |
|        | 4月  | 東京大学コンソーシアム 東大グリーンICTプロジェクト発足                                                                                             |
|        | 9月  | アンビエント社会基盤研究会の設立（2012年4月まで）                                                                                                  |
| 2011年 | 3月  | 第1回国際産学連携フォーラム「Green Technology Innovation」開催                                                                                     |
|        | 4月  | 文京区との連携プロジェクト「社会起業家育成アクションラーニング・プログラム」開始 (2013年3月まで）                                                  |
|        | 11月 | 工学系大学院科目"Innovation and Entrepreneurship" 開講                                                                                             |
| 2012年 | 1月  | アントレプレナープラザ・共用インキュベーション室 開設                                                                                              |
|        | 5月  | 第1回アジア・アントレプレナーシップ・アワード2012の共催                                                                                            |
|        | 6月  | コンソーシアム「大学発ベンチャー支援エコシステム創造プロジェクト」開始                                                                             |
| 2013年 | 4月  | 産学連携本部の組織改編 |
|        | 4月  | 工学部共通科目「アントレプレナーシップ」 継承 |
|        | 8月  | 経産省「産学連携評価モデル・拠点モデル実証事業」開始（2014年3月まで）                                                                              |
|        | 10月 | UTEC3号投資事業有限責任組合設立（(株)東京大学エッジキャピタル）                                                                                    |
| 2014年 | 9月  | 文科省・EDGEプログラム 開始（2017年3月まで） |
|        | 10月 | 集めないビッグデータコンソーシアム 設立（2015年9月まで）                                                                                           |
|        | 11月 | TTT（Todai To Texas）プログラム 開始 |
|        | 11月 | レアアース泥開発推進コンソーシアム 設立 |
| 2015年 | 4月  | 住友電工グループ社会貢献基金 寄附プロジェクト開始（2020年3月まで）                                                                                 |
| 2016年 | 1月  | 東京大学協創プラットフォーム開発(株)設立 |
|        | 4月  | 産学連携本部の組織改編（産学協創推進本部に名称変更）                                                                                               |
|        | 8月  | 本郷テックガレージ（大和証券寄附プロジェクト）開設                                                                                                 |
|        | 12月 | 協創プラットフォーム開発1号投資事業有限責任組合設立                                                                                                |
|        |      | (東京大学協創プラットフォーム開発(株)) |
| 2017年 | 4月  | 学部前期課程・全学自由研究ゼミナール 開講 |
|        | 9月  | 第6回『アジア・アントレプレナーシップ・アワード2017（AEA）』開催                                                                                   |
| 2018年 | 10月 | 「東京大学アントレプレナーラボ」を開設 |
|        | 12月 | スタートアップ支援プログラム「東京大学FoundX」向け施設第一弾を開設                                                                                 |
|        |      | 東京大学とダイキン工業による「産学協創協定」の締結                                                                                                 |
| 2019年 | 2月  | 【ベンチャー・エコシステム】ブランドシンボル「uTIE（ユータイ）」設定                                                                               |
|        | 12月 | 東京大学とソフトバンク株式会社による「産学協創協定」締結                                                                                           |
| 2020年 | 1月  | 「東京大学産学協創ベンチャー創出プログラム」募集開始                                                                                               |
|        | 7月  | 三井不動産と産学協創協定締結／「三井不動産東大ラボ」を開始                                                                                         |
|        | 8月  | Beyond AI研究推進機構を開設 |
|        | 9月  | 東京大学と住友林業による「産学協創協定」締結 |
|        | 12月 | 東京大学とTata Consultancy Services Limited（TCS）による INDUSTRIAL/ACADEMIC COLLABORATION AGREEMENT（産学協創協定）締結                           |
|        |      | (2020年12月現在) |

## 支援企業（インキュベーション施設を利用中）
出典

### 本郷キャンパス
- 株式会社Alivas（ジャパン・バイオデザイン発。難治性便秘を血管内から治療する新規医療機器の開発）
- ARAV株式会社（建機の遠隔化・自動化で3Kを解決）
- BionicM株式会社（ロボットと人間を融合するモビリティデバイスの研究および開発/ロボティック義足の研究開発および事業化）
- 株式会社セルファイバ
- 株式会社CO2資源化研究所
- 株式会社サイフューズ（細胞を3D積層するプラットフォーム技術を生かした再生医療製品およびドラッグディスカバリー技術の研究開発）
- 株式会社シムスバイオ（細胞3D培養マイクロプレート「TASCL」製造販売、細胞塊自動培養装置の開発、細胞塊治療の研究開発）
- 株式会社estie（オフィス検索エンジン「estie」他の企画・開発・運用）
- エクセルギー・パワー・システムズ株式会社
- 株式会社キュライオ（クライオ電子顕微鏡を用いた構造解析技術による創薬）
- フォトンテック・イノベーションズ株式会社
- フレセッツ（事業者向け暗号資産ウォレットの開発・提供）
- 株式会社ブレイゾン・セラピューティクス（血液脳関門（BBB）通過型ドラッグデリバリーシステム）
- Green Earth Institute 株式会社（非可食バイオマス原料を用いたバイオリファイナリー事業）
- Genomedia株式会社（ゲノム情報・臨床情報の総合解析技術の研究・開発等）
- ヒラソル・エナジー株式会社（太陽光発電所のデジタル化並びにそのデータの活用で発電資産の価値最大化を事業とする会社）
- 株式会社Lily MedTech（乳がん用画像診断装置の開発）
- 株式会社Legalscape（法律業務の支援に特化したサービス開発）
- メドリッジ株式会社（エンジニアリング技術をメディカル業界へ橋渡し、単一細胞分離・分取システム、模擬手術トレーニングシステム等の提供）
- NABLAS株式会社（AI人材育成、AIコンサルティング・研究開発事業を手がけるAI総合研究所）
- 株式会社miup（新興国(バングラデシュ)における遠隔医療並びにAIを用いた健康診断サービス/医療データ分析の提供）
- オリシロジェノミクス株式会社（無細胞系のDNA連結・増幅技術を中心としたゲノム技術の開発と商業化）
- ORLIB株式会社（多電子反応を利用した軽量・高エネルギーの二次電池（ORLIB電池）を提供します）
- 株式会社PROVIGATE（非侵襲型自己血糖測定器の開発）
- サイントル株式会社（スキンエレクトロニクス関連技術を活用した機器等の開発、製造、販売 / 生体情報等のデータ測定と解析方法の開発及びそのサービスの提供）
- スタートバーン株式会社（アート専用SNS「startbahn（startbahn.org）」の運営など）
- TAK-Circulator株式会社（各種の創薬およびバイオテック・ツールの開発、販売）
- 株式会社タンソーバイオサイエンス（全ヒトGタンパク質共役型受容体をはじめとする細胞膜受容体の鋭敏で網羅的な活性試験、創薬スクリーニング）
- TXP Medical株式会社（救急外来向け業務効率化システム「NEXT Stage ER」の開発・運用）
- シンクサイト株式会社（超高速かつ高感度な細胞・細菌解析技術の研究開発）
- wassha株式会社（アフリカの未電化地域における電気の量り売り事業）
- 株式会社東京大学エッジキャピタル（起業支援プログラム“UTEC EIR(Entrepreneurs In Residence)”の運営）

### 駒場キャンパス
- 先進モビリティ株式会社（自動運転システムの開発・製造・販売）
- 株式会社アーバンエックステクノロジーズ（都市空間のリアルタイム・デジタルツイン構築）

### 柏キャンパス
- 株式会社アグロデザイン・スタジオ（農薬原体（有効成分化合物）の研究開発を行う創農薬バイオスタートアップ）
- 株式会社ASM（超分子ポリロタキサンを用いた架橋点が滑車のように作用する合成樹脂改質剤の開発・製造・販売）

## 主な卒業企業（過去にインキュベーション施設を利用）
出典
- 株式会社アイデミー（エンジニアのためのAIプログラミング学習サービス「Aidemy」の提供）
- 株式会社ジャスティス・テクノロジーズ（非順序型実行エンジンを用いたデータベースソフトウェアおよびシステムの企画、開発、営業、保守）
- 株式会社ティアフォー（自動運転技術の研究開発、及び製品販売、サービス事業）
- 株式会社ジーツーワン（振動騒音現象のソリューションを提供（ソフトウェア・ハードウェア・コンサルティング））
- 株式会社サイアメント（医療を中心としたサイエンスコンテンツの制作及びサービスの提供）
- NExT-e Solutions株式会社（電気自動車用Liイオンバッテリーの次世代BMSの開発・製造・販売）
- IDACセラノスティクス株式会社（抗体医薬品等の研究開発）
- エルピクセル株式会社（ライフサイエンス領域における画像解析ソフトウェアの研究開発・販売）
- 株式会社科学計算総合研究所（大規模並列有限要素法を中心とする計算科学に関する研究開発、シミュレーション支援サービスや解析環境の提供）
- 五稜化薬株式会社（術中迅速診断のための蛍光プローブの開発・販売）
- 株式会社TESホールディングス（肌、骨の再生医療に関する医療技術の研究開発）
- トランクソリューション株式会社（体幹を科学し、美しい姿勢の創造、健康寿命の延伸と健やかな社会づくりに貢献する / 2018年7月 新日本科学が子会社化）
- 株式会社リアルグローブ（クラウドIDEサービス構築のための基盤システムである「C4SA」の開発）
- 株式会社シリウステクノロジーズ（モバイル向け位置連動広告事業 / 2010年8月16日　ヤフー(株)に買収）
- 株式会社アイプラスプラス（視覚障碍者用生活支援システムの開発販売）
- 株式会社モルフォ（携帯機器向けの各種画像処理技術の開発販売 / 2011年7月21日　東京証券取引所マザーズ　上場）
- 株式会社ダ・ビンチ（情報検索技術やレコメンデーション技術の開発、販売 / 2011年1月19日　株式会社ネクストが買収）
- 先端フォトニクス株式会社（光電変換モジュールや光配線基板の開発、製造、販売）
- 株式会社フィジオス（粒子法によるオブジェクトを使用した各種ソフトの開発、販売 / 物理シミュレーション技術をエンターテイメント分野に応用展開 / 2013年2月　Googleが買収）
- 株式会社セルクロス（二次元通信技術を基にしたLAN通信機械、RFID関連製品、UWB関連製品等の研究開発）
- バイオエタノール革新技術研究組合（セルロース系バイオエタノールの製造技術の研究開発）
- 株式会社ユーグレナ（ミドリムシ（学名：ユーグレナ）を中心とした微細藻類に関する研究開発および 生産管理、品質管理、販売等を展開 / 2012年12月20日　東京証券取引所マザーズ上場 / 2014年12月3日　東京証券取引所　市場一部へ市場変更）
- ITMG株式会社（インターネットをイノベートする企業）
- 株式会社クロスアビリティ（計算化学GUIおよび高速化ソルバの開発・販売、スパコン関連ソフト ウェアの受託開発、およびフィールドルータの開発・販売等の自然科学 コンピューティング事業）
- 株式会社ゲノム創薬研究所（カイコ感染モデル等による独自技術を活用した細菌・ウィルス感染症治療薬の開発）
- 株式会社MUJIN（OpenRAVEを核にした、産業用ロボットのティーチレスシステムの開発/販売）
- 株式会社メガカリオン（iPS細胞株から高品質の血小板及び赤血球を産生し、献血に依存しない　①計画的安定供給が可能で、②安全性が高く、③医療コストの低い、血液製剤を開発する。）
- Intellectual Backyard株式会社（大学の技術を事業化する私設研究所）
- アセンブローグ株式会社（アセンブローグ株式会社は、個人が本人のデータを自ら管理して活用することにより、個人同士および個人と事業者との協調が活性化し、価値の共創が持続的に発展するような、自律分散協調型の社会をつくることに貢献しします）
- 株式会社アスカラボ（複合現実感システムの開発・コンテンツ制作事業）
- プロメテック・ソフトウェア（計算科学技術分野のソフトウェア開発および販売、及びコンサルティング、サービス提供）
- 株式会社ナウキャスト（経済関連データの解析・経済関連指標の開発 / 2016年8月1日 株式会社Finatext と経営統合）
- 株式会社フィルテック（半導体製造技術開発のためのテストウエハ(加工Siウエハ)製造と大気中で結晶薄膜を形成できるHB(ヒートビーム)装置技術の提供）
- ペプチドリーム（特殊ペプチド創出技術を応用した医薬品開発 / 2013年6月11日 東京証券取引所マザーズ上場 / 2015年12月16日 東京証券取引所 市場一部へ市場変更）
- 株式会社Xenoma（伸縮性エレクトロニクスを活用した商品の企画・開発）
- 株式会社Nicogory（法律データややりとりの標準化、人工知能による法律問題の最適化）
- IzumoBASE株式会社（クラウド基盤となるスケーラブルな分散ストレージソフトウェアの開発・販売 / 2018年8月6日　さくらインターネット株式会社が買収）
- foo.log 株式会社（食生活・生活習慣の管理・記録を行なうWebサービス事業）
- 特定非営利活動法人ASrid（希少・難治性疾患分野における全ステイクホルダーに向けたサービスの提供）
- 株式会社情報基盤開発（AltPaper事業やデータベースシステム事業食生活・生活習慣の管理・記録を行なうWebサービス事業）
- Mist Technologies株式会社（ブラウザ間P2P通信技術を応用したコンテンツ配信プラットフォーム事業 / 2016年8月31日　株式会社アドウェイズが買収）
- popIn株式会社（ネイティブ広告に対応したコンテンツ発見プラットフォームなどインテリジェント化サービスの提供 / 2015年5月　Baiduが買収）
- 株式会社PKSHA Technology（自然言語解析エンジンをコアとしたウェブデータ解析及び解析結果の有償提供 / 2017年9月22日 東京証券取引所マザーズ 上場）
- フェアリーデバイセズ株式会社（音声/音楽情報処理ソフトウェア開発、UI/UXソフトウェア開発）

## 関連外部組織
- 株式会社東京大学TLO（CASTI）
- 東京大学協創プラットフォーム開発株式会社(UTokyoIPC)
- 東京大学エッジキャピタルパートナーズ（UTEC）